# Лази-Домброва
Лази-Домброва (пол. Łazy-Dąbrowa) — село в Польщі, у гміні Сулеюв Пйотрковського повіту Лодзинського воєводства.
Населення — 184 особи (2011).
У 1975-1998 роках село належало до Пйотрковського воєводства.

## Демографія
Демографічна структура станом на 31 березня 2011 року:
|          | Загалом | Допрацездатний вік | Працездатний вік | Постпрацездатний вік |
| -------- | ------- | ------------------ | ---------------- | -------------------- |
| Чоловіки | 106     | 32                 | 60               | 14                   |
| Жінки    | 78      | 13                 | 47               | 18                   |
| Разом    | 184     | 45                 | 107              | 32                   |